# Mario Canahuati
Mario Miguel Canahuati (San Pedro Sula, Cortés, 12 de septiembre de 1955) es un empresario y político hondureño. Fue secretario de estado en el Despacho de Relaciones Exteriores y precandidato presidencial por el Partido Nacional de Honduras.

## Biografía
Nació en San Pedro Sula del departamento de Cortés, el 12 de septiembre de 1955. Hijo del hogar formado por Juan Miguel Canahuati y Erlinda de Canahuati. Está casado con Sandra Farah,  con quien tuvo cuatro hijos: Juan Carlos, Stephanie, Mario Alberto y Alejandro Miguel.
Obtuvo el título de Ingeniero Industrial en la Instituto de Tecnología de Georgia,  en Estados Unidos, para posteriormente realizar una especialización en manufactura en Lovable, en la localidad de Milano, Italia.
Es miembro director del Grupo Lovable y Gerente General de Creaciones Vantage, S.A. de C.V. Asimismo, ha manejado las empresas: Industrias Pacer, La Bobina, Genesis Apparel, Distribuidora Suplimax, Villatex y una Red de Distribuidoras a nivel centroamericano en las que ha intervenido en su creación y a las que ha dirigido en forma directa
Fue Embajador Extraordinario y Plenipotenciario de Honduras ante el Gobierno y Pueblo de los Estados Unidos de Norte América (2002-2005),[cita requerida] candidato a la vicepresidencia de la República con la fórmula del Licenciado Porfirio Lobo Sosa, en las elecciones generales de 2005, precandidato presidencial en las elecciones internas de 2008, y Canciller de Honduras de enero de 2010 a septiembre de 2011, durante el gobierno de Porfirio Lobo Sosa.
Entre sus cargos empresariales destacan:
- Presidente de la Cámara de Comercio e Industrias de Cortés (que aglutina más de 2,500 empresas), durante el período 1996-1998, siendo reelecto por unanimidad para el periodo 1998-2000.
- Presidente de Consejo Hondureño de la Empresa Privada (COHEP) en 2007.[6][7]
- Presidente de la Asociación Hondureña de Maquiladores.[8]

## Reconocimientos
- Protagonistas de la Sociedad Civil del siglo XX, por la Municipalidad de San Pedro Sula (julio de 1999).
- Alumno Distinguido de la Academia de Ingenieros, graduados 1977, en el Instituto Tecnológico de Georgia (noviembre de 2004).